# Jill Feldman
Jill Feldman, née le 21 avril 1952 à Los Angeles, est une soprano américaine qui a acquis une renommée internationale dans l’interprétation des répertoires mediéval, baroque et classique.
Son art du chant hautement expressif allie une grande agilité vocale à un profond sens dramatique, dans un constant respect du texte.

## Formation
Jill Feldman obtient son diplôme musical à l'Université de Californie à Santa Barbara.
Elle se perfectionne avec Lillian Loran à San Francisco et Nicole Fallien à Paris, et reçoit en 1980 une bourse « Alfred Hertz Scholarship » pour perfectionner son interprétation de la musique ancienne sous la direction d'Andrea von Ramm à Bâle,.

## Carrière
Dès la fin de ses études, Jill Feldman participe successivement à trois productions prestigieuses : elle est La Musica dans une production de l'Orfeo de Claudio Monteverdi dirigée par Phillip Brett à Berkeley en Californie, le Clerio de l'Erismena de Cavalli à Spolète (Italie), et tient un rôle dans l'Ordo Virtutum de Hildegard von Bingen lors d'une tournée de l'ensemble « Sequentia ».
En 1981, à la demande de son compatriote William Christie, elle rejoint  à Paris l'ensemble baroque Les Arts florissants,, qui est alors un des fers de lance du mouvement de renouveau de la musique baroque surnommé les Baroqueux en France et en Belgique. Avec cet ensemble fameux, elle interprète le rôle-titre de Médée de Marc-Antoine Charpentier dont l’enregistrement (Harmonia Mundi) a obtenu le Gramophone Award en 1985, le Prix Charles Cros et le Grand Prix du Disque de Montreux. Ensuite, elle enregistre deux disques avec le Philharmonia Baroque Orchestra sous la direction de Nicholas McGegan, dans la cantate Clori, Tirsi, et Fileno, et l’oratorio Susanna de Haendel (Harmonia Mundi USA).  Plus tard, elle se joint à l'ensemble mediéval Mala Punica avec lequel elle enregistre cinq projets pour Arcana et Erato. 
Jill Feldman est alors invitée par plusieurs chefs d'orchestre du répertoire baroque :  elle chante sous la direction de Frans Brüggen (La Création de Haydn), Andrew Parrott (Les Vêpres des Carmélites de Haendel chez EMI), Jordi Savall (Motets de Delalande), René Jacobs (Orontea de Cesti et Xerse de Cavalli chez Harmonia Mundi). De 1987 à 1992 elle donne de nombreux concerts et enregistre pour Musique en Sorbonne sous la direction de Jacques Grimbert : King Arthur de Purcell (1987), Te Deum à grand orchestre de François-Joseph Gossec en première mondiale (1989), Ascanio in Alba de Mozart (1991), Te Deum en ré majeur, Jubilate Deo et Misericordias Domini d'Esprit Antoine Blanchard, première mondiale (1992). Elle a incarné le rôle d'Armide dans Lo Schiavo Liberato de Stradella au Théâtre de Modène et au Festival de Liège, ainsi que le rôle-titre dans La Vita Humana de Marazzoli au Tramway de Glasgow.  Dans le domaine de la musique contemporaine, elle s’est produite à la Villa Medici à Rome, à l'église Santa Maria della Grazia à Milan, et au Festival Ysbreker d'Amsterdam.

## Enseignement
Jill Feldman enseigne au Conservatoire royal de La Haye aux Pays-Bas, à la Haute-école de Musique et Théâtre à Zurich ainsi que pour les Amici della Musica de Florence et pour l'Accademia di musiga antiga du Portugal. Elle donne des masterclasses partout en Europe, aux États-Unis, au Japon et en Corée du Sud.

## Discographie

### Avec Les Arts Florissants
- 1981 
  - Pastorale sur la Naissance de N.S. Jésus-Christ H.483 de Marc-Antoine Charpentier
  - Anacréon (1757) de Jean-Philippe Rameau
- 1982 
  - In nativitatem Domini Nostri Jesu Christi canticum (In nativitatem D.N.J.C. canticum) (H.414) de Marc-Antoine Charpentier
  - Oratorios (Un peccator pentito, O Cecità del misero mortale) de Luigi Rossi
  - Les Arts Florissants H.487 de Marc-Antoine Charpentier
  - Antienne "O" de l'Avent H 36-43 de Marc-Antoine Charpentier
- 1983
  - Il ballo delle ingrate (« Le Ballet des Ingrates ») et La Sestina de Claudio Monteverdi
  - In nativitatem Domini canticum (H.416) de Marc-Antoine Charpentier
  - Pastorale sur la Naissance de Notre Seigneur Jésus-Christ H.482 de Marc-Antoine Charpentier
- 1984 
  - Médée H 491 de Marc-Antoine Charpentier, 3 CD Harmonia Mundi report 2019
  - Airs de cour (1689) de Michel Lambert
- 1986 : Dido and Aeneas de Purcell (Belinda)
- 1986 : Cantates françaises (Arion, La Dispute de l'Amour et de l'Hymen, Les Femmes, Enée et Didon) d'André Campra
- 1987 : Selva Morale e Spirituale de Claudio Monteverdi
- 1989 : Oratorio per la Settimana Santa de Luigi Rossi

### Autres enregistrements
- 1983 : Motets de François Couperin, avec Isabelle Poulenard, Gregory Reinhart, Davitt Moroney, Jaap ter Linden
- 1988 : Œuvres pour le Port-Royal de Marc-Antoine Charpentier, avec Greta De Reyghere, Isabelle Poulenard, Bernard Foccroulle et le Ricercar Consort
- 1990 : Le Malade Imaginaire H 495 de Marc-Antoine Charpentier, Les Musiciens du Louvre, dir. Marc Minkowski. CD Erato
- 1991 : Udite Amanti: 17th Century Italian Love Songs, avec Nigel North (théorbe et archiluth)
- 1992 : Orpheus Britannicus (Ayres & Songs) de Henry Purcell, avec Nigel North (archiluth) et Sarah Cunningham (basse de viole)
- 1994 : Ars Subtilis Ytalica, avec Mala Punica
- 1995 : D'Amor ragionando, Ballades du neo-Stilnovo en Italie, 1380-1415, avec Mala Punica
- 1996 : En attendant. L'art de la citation dans l'Italie des Visconti, 1380-1410, avec Mala Punica
- 1997 : Missa cantilena, Contrafactures liturgiques en Italie, 1380-1410, avec Mala Punica
- 1999 : Hélas Avril. Les chansons de Matteo da Perugia, avec Mala Punica
- 2001 : Harmonia Sacra; Complete Organ Music de Henry Purcell, avec Davitt Moroney (orgue)
- 2002 : Pianger Di Dolcezza, œuvres vocales de Giulio Caccini et Sigismondo d'India, avec Karl-Ernst Schröder (chitarrone) et Mara Galassi (harpe)
- 2003 : Monografia, compositions by Kees Boeke
- 2003 : Trecento, avec Kees Boeke (flustes et vielle)
- 2004 : Musiche sacre. e morali de Domenico Mazzocchi, avec Orlanda Velez Isidro (soprano) et Kenneth Weiss (clavecin chromatique et orgue). CD AS Musique (ASM 002).
- 2004 : Ténèbres, leçons de Ténèbres de Marc-Antoine Charpentier, François Couperin et Michel-Richard de Lalande, avec Kenneth Weiss (clavecin) et Rainer Zipperling (basse de viole). CD Etcetera records Onlive Music
- 2005 : Consort Songs by William Byrd and His Contemporaries, avec l'ensemble Concerto delle Viole, Roberto Gini
- 2006 : Guillaume Dufay, Chansons, avec l'ensemble Tetraktys
- 2007 : Songs de Charles Ives, avec Jeannette Koekkoek (piano)
- 2008 : Codex Chantilly Vol. 1, avec l'ensemble Tetraktys

## Rôles à l'opéra
- Médée de Marc-Antoine Charpentier (Médée)
- La Musica et Proserpina dans l'Orfeo de Monteverdi
- Minerva dans il Ritorno d'Ulisse in patria de Monteverdi
- La grande prètresse dans Anacréon de Jean-Philippe Rameau
- La Vita dans La vita umana de Marazzoli
- Adelanta dans Xerse de Francesco Cavalli
- Clerio dans l'Erismena de Francesco Cavalli
- Armida dans lo Schiavo liberato de Alessandro Stradella
- Belinda dans Dido and Aeneas de Henry Purcell
- Donna Anna dans Don Giovanni de W.A. Mozart
- Silvia dans Ascanio in Alba de W.A. Mozart
- Arthébuze dans Actéon de Marc-Antoine Charpentier
- La Tante dans Mariken in de tuin der Lusten de Calliope Tsoupaki